# جون م. ماكهيو
جون م. ماكهيو (بالإنجليزية: John M. McHugh)‏ (و. 1948 – م) هو سياسي من الولايات المتحدة الأمريكية ولد في واتيرتاون، نيويورك.
وهو عضو في الحزب الجمهوري .